# Поп Григорій Степанович
Поп Григорій Степанович (4 березня 1945, Хуст) — доктор хімічних наук, фахівець у сфері синтезу поверхнево-активних речовин та створення композиційних систем різного призначення.
Народився 4 березня 1945 р. у м. Хуст Закарпатської області. Протягом 1963—1968 рр. навчався на хімічному факультеті Ужгородського державного університету (спеціальність «Хімія»).

В 1969 р. Григорій Поп почав працювати у секторі нафтохімії Інституту хімії високомолекулярних сполук АН УРСР. Тут пройшов шлях від старшого інженера (керівника групи) до провідного наукового співробітника. З 1989 р. працює в Інституті біоорганічної хімії та нафтохімії. Із 1991 р. він очолював лабораторію фізико-хімії і застосування ПАР, а з 1999 р. є завідувачем відділу поверхнево-активних речовин ІБОНХ НАН України.
У 1976 р. Григорій Степанович захистив кандидатську дисертацію «Синтез і властивості поліамідокислот та їх солей у розчинах» за спеціальністю «Хімія високомолекулярних сполук», а в 1999 р. — докторську «Наукові основи створення і застосування поверхнево-активних систем для підвищення видобутку нафти та газу» за спеціальностями «Нафтохімія і вуглехімія» та «Колоїдна хімія».
В 1987 р. спільно з фахівцями провідних підприємств РАТ «Газпром» учений розробив і запровадив комплексний композиційний реагент «Дисін», ефективні технології глушіння та ліквідації газопроявів у свердловинах. Продуктивність останніх після глушіння не тільки не погіршувалася, як це було раніше, а й зросла на 18-24 %, що, разом із усуненням газопрояву, забезпечило додатковий видобуток газу (понад 7 млрд м3) і конденсату (500 тис. т). Для родовищ із низьким пластовим тиском уперше розроблено полегшені інвертні дисперсії, які упродовж 2003—2006 рр. було впроваджено на Ямбурзькому ГКР.
Розроблені ним теоретичні основи досягнення наднизьких міжфазових натягів та перебігу реакцій в мікроемульсіях розкривають сутність формування дисперсних систем і дозволяють прогнозувати створення композиційних наноматеріалів покращеної якості пролонгованої дії; зокрема, на базі олій і тваринних жирів та побічних продуктів від їх очищення і первинного використання розроблені високоякісні технології для ПЕК, численні ПАР-додатки поліфункціональної дії до мастильних матеріалів, що вирізняються екологічною і пожежною безпечністю, технологічністю товарних форм і приготування, забезпечують надійне та якісне проведення технологічних робіт в агресивних середовищах в умовах аномальних навантажень, тисків і температур; активний учасник національних та міжнародних конференцій, конгресів і симпозіумів.
Вагомий внесок Г. С. Попа у розвиток науки і промисловості визнано на національному та міжнародному рівнях. Вчений має близько 200 авторських свідоцтв і патентів на винаходи, автор понад 270 наукових праць, численних науково-технічних оглядів з проблемних питань розвитку нафтохімії та олеохімії, автор монографії «Нефть и газ в современной экономике». Він — член-кореспондент Міжнародної академії технологічних наук, член Нью-Йоркської академії наук та Міжнародного товариства інженерів-нафтовиків і газовиків.
Інформація про вченого міститься у книзі-довіднику до 900-річчя м. Хуста «Хуст над Тисою» (1992), «Хіміки Закарпаття» (2003), 17-му енциклопедичному виданні «Who's who in the world» (1999), книгах «People of the 20th century» (2000), «The Europe 500: leaders for the new century» (2000) та «Нафтогазова галузь України: поступ і особистості» (2013), аудіовізуальній версії міжнародного довідника «Закарпаття: Хто є Хто» (2013).
Протягом останніх десятиріч Г. С. Поп займається вивченням синтезу екобезпечних ПАР-додатків поліфункціональної дії до мастильних матеріалів, створенням біорозкладуваних композицій для паливно-енергетичного комплексу. Завдяки проведеним фундаментальним дослідженням, вчений запропонував новітню модель перебігу реакцій у мікроемульсіях, яка розкриває суть синтезу нанодисперсивних речовин і дозволяє прогнозувати властивості композиційних наноматеріалів (водно-паливні мікроемульсії, нанодисперсії для мастил та попередження випаровування палива).
Брав участь у ліквідації наслідків аварії на ЧАЕС.